# 朴敬模
朴 敬模（パク・キョンモ、1975年8月15日 - ）は、大韓民国の元アーチェリー選手。忠清北道沃川郡出身。現在は忠南公州市役所アーチェリーチーム監督。
1993年、国家代表として初めて選抜され、同年世界選手権大会で大韓民国選手としては初めて男子個人戦で金メダルを獲得した。以後1994年、広島アジアゲームでも個展金メダルを獲得し、同年コリア国際アーチェリー大会でも個展金メダルを獲得した。また、2006年にはアーチェリーワールドカップ大会で個展金メダルを獲得した。
2008年には北京オリンピック男子アーチェリー団体戦でイ・チャンファン、イム・ドンヒョンと一緒に金メダルを獲得したが、普段大韓民国男性代表チームが古典を免れなかった個展ではウクライナのヴィクトル・ルヴァンに1点次に逆転され、1992年バルセロ湾で銀メダルを獲得し、最初の金メダルには失敗した。オリンピックアーチェリー男子個人展では、 2012年ロンドンオリンピックでオ・ジンヒョクが初めて金メダルを獲得することになる。
北京オリンピックの前後で、現役引退を宣言した。これは2007年に右手中止の負傷を受けてから、これまで15年余り続いていた選手生活を引退し、親失業チームのコーチに行くことを希望していたためだった。 2008年12月には1年間交際してきたようなアーチェリーメダリストのパク・ソンヒョンと結婚し、パク・ソンヒョンも全羅北道清アーチェリーチームの監督を務めるようになり、夫婦で指導者を務めるようになった。